# Roodemolen
Polder de Roodemolen is een polder in de Nederlandse provincie Utrecht ten noorden van Loenersloot en ten zuiden van Baambrugge in de voormalige gemeente Abcoude. Het waterschap werd in 1964 samengevoegd in Baambrugge Westzijds.
De gelijknamige poldermolen werd in 1930 gesloopt. De molen stond aan de Angstel.